# Con T de tarde
Con T de tarde fue un programa de televisión de España, emitido por la cadena Telemadrid entre los años 1997 y 2004 con presentación de Terelu Campos.

## Formato
El espacio respondía a la fórmula de magazine, en el que se intercalaban entrevistas, actuaciones musicales, concursos, secciones de moda y belleza y una tertulia sobre temas de actualidad social.

## Colaboradores
Junto a Terelu Campos, desfilaron a lo largo de los siete años en antena, numerosos colaboradores.
Así, en la primera temporada, se contó con la presencia de Carlos Lozano al frente de los juegos y concursos del programa. Más adelante fue sustituido por Jacobo Domínguez. También contó con la asistencia de Tico Medina (2001-2003) en la sección de crónica social Con T de Tico, Blanca Suelves (2001-2002) en la sección de moda y Rosa Villacastín (2003-2004) en la copresentación.
La tertulia sobre temas de actualidad social, sección denominada Mesa camilla, estuvo integrada por:
- Arturo Tejerina (1997-2004).[5]
- Marian Conde (1997-2004).
- Enrique del Pozo (1999-2003).
- Josep Sandoval (1997-2000).
- Antonio Albert (1997-2001).
- Pepe Calabuig (2001-2003).
- Beatriz Cortázar (2002-2004).
- Víctor Sandoval (1997-1998).

## Producción
Los costes de producción del programa se situaban en 12.000 euros por cada emisión.

## Audiencias
Las audiencias medias por temporada fue las siguientes:
- Temporada 1997-98: cuota de audiencia del 17.9%
- Temporada 1998-99: cuota de audiencia del 20.9%
- Temporada 1999-00: cuota de audiencia del 21.7%
- Temporada 2000-01: cuota de audiencia del 20.5%
- Temporada 2001-02: cuota de audiencia del 18.5%
- Temporada 2002-03: cuota de audiencia del 19.1%
- Temporada 2003-04: cuota de audiencia del 13.4%